# 2-庚炔
2-庚炔（英語：2-Heptyne）是庚炔的一种，有正庚烷的骨架结构，2号与3号碳原子之间为碳碳三键。它可由1-己炔和硫酸二甲酯反应制得。